# The Voice UK
The Voice UK is de Britse versie van het Nederlandse televisieprogramma The voice of Holland. Het eerste seizoen begon op 24 maart 2012 op de Britse zender BBC One. Vanaf seizoen 6 neemt de Britse zender ITV de show over. De winnaar van The Voice UK krijgt een bedrag van £100.000 en een platencontract bij Universal Republic aangeboden.

## Opzet
The Voice UK bestaat uit drie fasen, vier vanaf seizoen 2:
- The Blind Auditions
- The Battles (niet in seizoen 11)
- The Knockouts (seizoen 2 - seizoen 9)
- Callbacks (enkel seizoen 11)
- De liveshows

Alle kandidaten die door de productie-auditie zijn gekomen, krijgen anderhalve minuut de tijd om de jury ervan te overtuigen dat zij The Voice hebben. Zij zitten echter met hun rug naar de deelnemers toe, en zullen dus hun beslissing moeten nemen op basis van muzikaliteit en stem. Wanneer meerdere coaches zich omdraaien, kiest de kandidaat zelf zijn coach uit een van de coaches die zich omdraaiden tijdens het optreden. Als er maar één coach draait, zal deze automatisch de coach van de kandidaat worden.
In de tweede fase, The Battles, moet iedere coach twee of drie teamleden kiezen die tegen elkaar strijden door een gekozen nummer samen te zingen. In seizoen 1 ging slechts een van de kandidaten door naar de volgende ronde: de liveshows. Vanaf seizoen 2 gaat de winnaar van The Battles door naar The Knockouts. Ook kan elke coach een kandidaat uit een ander team meenemen naar The Knockouts die in dat team zijn of haar Battle verloor. Dit heet in het programma Steal.
Vanaf seizoen 2 gaan alle Battle-winnaars en Steals door naar The Knockouts. In deze fase strijden een aantal kandidaten uit hetzelfde team opnieuw tegen elkaar. Slechts enkelen gaan door naar de liveshows. Daarin krijgen de kandidaten advies van hun coach en zingen zij in overleg met de coach een gekozen nummer. Het publiek thuis kan vervolgens stemmen welke kandidaat volgens hen naar huis moet. De laatste vier kandidaten gaan de strijd met elkaar aan in de finale; de uiteindelijke winnaar wordt met behulp van televoting door het publiek thuis benoemd tot "The Voice UK".

## Coaches
| Coaches          | Seizoen | Seizoen | Seizoen | Seizoen | Seizoen | Seizoen | Seizoen | Seizoen | Seizoen | Seizoen | Seizoen | Seizoen | Seizoen | Seizoen |
| Coaches          | 1       | 2       | 3       | 4       | 5       | 6       | 7       | 8       | 9       | 10      | 11      | 12      | 13      | 14      |
| ---------------- | ------- | ------- | ------- | ------- | ------- | ------- | ------- | ------- | ------- | ------- | ------- | ------- | ------- | ------- |
| Jessie J         |         |         |         |         |         |         |         |         |         |         |         |         |         |         |
| Danny O'Donoghue |         |         |         |         |         |         |         |         |         |         |         |         |         |         |
| Sir Tom Jones    |         |         |         |         |         |         |         |         |         |         |         |         |         |         |
| will.i.am        |         |         |         |         |         |         |         |         |         |         |         |         |         |         |
| Kylie Minogue    |         |         |         |         |         |         |         |         |         |         |         |         |         |         |
| Ricky Wilson     |         |         |         |         |         |         |         |         |         |         |         |         |         |         |
| Rita Ora         |         |         |         |         |         |         |         |         |         |         |         |         |         |         |
| Boy George       |         |         |         |         |         |         |         |         |         |         |         |         |         |         |
| Paloma Faith     |         |         |         |         |         |         |         |         |         |         |         |         |         |         |
| Gavin Rossdale   |         |         |         |         |         |         |         |         |         |         |         |         |         |         |
| Jennifer Hudson  |         |         |         |         |         |         |         |         |         |         |         |         |         |         |
| Olly Murs        |         |         |         |         |         |         |         |         |         |         |         |         |         |         |
| Meghan Trainor   |         |         |         |         |         |         |         |         |         |         |         |         |         |         |
| Anne-Marie       |         |         |         |         |         |         |         |         |         |         |         |         |         |         |
| LeAnn Rimes      |         |         |         |         |         |         |         |         |         |         |         |         |         |         |
| Tom & Danny      |         |         |         |         |         |         |         |         |         |         |         |         |         |         |
| Kelly Rowland    |         |         |         |         |         |         |         |         |         |         |         |         |         |         |

## Overzicht
| Seizoen | Datum | Zender  | Winnaar          | Winnende coach   | Presentatoren    | Presentatoren            | Coaches   | Coaches         | Coaches      | Coaches          |
| Seizoen | Datum | Zender  | Winnaar          | Winnende coach   | Presentatoren    | Presentatoren            | 1         | 2               | 3            | 4                |
| ------- | ----- | ------- | ---------------- | ---------------- | ---------------- | ------------------------ | --------- | --------------- | ------------ | ---------------- |
| 1       | 2012  | BBC One | Leanne Mitchell  | Tom Jones        | Holly Willoughby | Reggie Yates             | Will.i.am | Jessie J        | Tom Jones    | Danny O'Donoghue |
| 2       | 2013  | BBC One | Andrea Begley    | Danny O'Donoghue | Holly Willoughby | Reggie Yates             | Will.i.am | Jessie J        | Tom Jones    | Danny O'Donoghue |
| 3       | 2014  | BBC One | Jermain Jackman  | Will.i.am        | Emma Willis      | Marvin Humes             | Will.i.am | Kylie Minogue   | Tom Jones    | Ricky Wilson     |
| 4       | 2015  | BBC One | Stevie McCrorie  | Ricky Wilson     | Emma Willis      | Marvin Humes             | Will.i.am | Rita Ora        | Tom Jones    | Ricky Wilson     |
| 5       | 2016  | BBC One | Kevin Simm       | Ricky Wilson     | Emma Willis      | Marvin Humes             | Will.i.am | Boy George      | Paloma Faith | Ricky Wilson     |
| 6       | 2017  | ITV     | Mo Adeniran      | Jennifer Hudson  | Emma Willis      | Cel Spellman             | Will.i.am | Jennifer Hudson | Tom Jones    | Gavin Rossdale   |
| 7       | 2018  | ITV     | Ruti Olajugbagbe | Tom Jones        | Emma Willis      | Jamie Miller & Vick Hope | Will.i.am | Jennifer Hudson | Tom Jones    | Olly Murs        |
| 8       | 2019  | ITV     | Molly Hocking    | Olly Murs        | Emma Willis      | AJ Odudu                 | Will.i.am | Jennifer Hudson | Tom Jones    | Olly Murs        |
| 9       | 2020  | ITV     | Blessing Chitapa | Olly Murs        | Emma Willis      | AJ Odudu                 | Will.i.am | Meghan Trainor  | Tom Jones    | Olly Murs        |
| 10      | 2021  | ITV     | Craig Eddie      | Anne-Marie       | Emma Willis      | AJ Odudu                 | Will.i.am | Anne-Marie      | Tom Jones    | Olly Murs        |
| 11      | 2022  | ITV     | Anthonia Edwards | Tom Jones        | Emma Willis      |                          | Will.i.am | Anne-Marie      | Tom Jones    | Olly Murs        |
| 12      | 2023  | ITV     | Jen & Liv        | Will.i.am        | Emma Willis      |                          | Will.i.am | Anne-Marie      | Tom Jones    | Olly Murs        |
| 13      | 2024  | ITV     | Ava              | Tom & Danny      | Emma Willis      | LeAnn Rimes              | Will.i.am | Tom & Danny     | Tom Jones    |                  |
| 14      | 2026  | ITV     |                  |                  | Emma Willis      | Kelly Rowland            | Will.i.am | Tom & Danny     | Tom Jones    |                  |

## Trivia
- De eerste trailer werd op 6 maart 2012 gepubliceerd op het officiële YouTube-kanaal van de BBC, en werd binnen 24 uur meer dan 50.000 keer bekeken.